# Jorge Rafael Videla
Pour les articles homonymes, voir Videla.
Jorge Rafael Videla Redondo, né à Mercedes dans la province de Buenos Aires le 2 août 1925 et mort en prison le 17 mai 2013,, est un général et homme d'État argentin.
Il dirige l'Argentine et la guerre sale après le coup d'État militaire du 24 mars 1976, qui destitue Isabel Perón et instaure une dictature. En 1981, il cède la présidence de la junte au général Roberto Eduardo Viola. Il est placé en résidence surveillée au retour de la démocratie en 1983, puis condamné à la prison à perpétuité lors du procès de la junte de 1985. Alors qu'il est amnistié en 1989 par le président Carlos Menem, son dossier est rouvert en 2007, et la procédure se conclut le 23 décembre 2010 par une condamnation à la prison à vie, suivie de plusieurs autres.

## Biographie

### Jeunesse et famille
Jorge Rafael Videla est né en 1925, dans la ville de Mercedes, il est le troisième des cinq fils du colonel Rafael Videla Eugenio Bengolea (1888-1952) et de Maria Olga Redondo Ojea (1897-1987).
En avril 1948, Jorge Videla épouse Alicia Raquel Hartridge, fille de Samuel Alejandro Hartridge Parkes (1890-1967), professeur de physique et ambassadeur d'Argentine en Turquie, et de María Isabel Lacoste Álvarez (1894-1939).
Ils ont sept enfants : María Cristina (1949), Jorge Horacio (1950), Alejandro Eugenio (1951-1971), María Isabel (1958), Pedro Ignacio (1966), Fernando Gabriel (1961) et Rafael Patricio (1953).

### Éducation et carrière militaire
Né d'un père colonel, il obtient un diplôme du Collège militaire de la nation en 1944, puis entame sa carrière militaire. Après avoir travaillé au ministère de la Défense de 1950 à 1962, il prend la direction de l’académie militaire en 1962. En 1971, Videla devient général, puis deux années plus tard chef d’état-major, avant d’être nommé, en 1975, commandant en chef de l’armée argentine, sous la présidence d’Isabel Perón, qui avait succédé à son époux.

### La dictature
Le 24 mars 1976, Videla, à la tête d'une junte militaire, s’empare du pouvoir par la force. La junte restera en place jusqu'au 10 décembre 1983. Elle se compose dans un premier temps de Videla, du commandant de la marine, l’amiral Emilio Massera, et du commandant des forces aériennes, le brigadier-général Ramón Agosti. Videla cède la présidence de la junte au général Roberto Viola en 1981. La Junte reçoit immédiatement le soutien des États-Unis, qui avaient déjà été avertis du coup d’État en préparation. L’ambassadeur Robert Hill explique dans un câble diplomatique : « Nous devons clairement éviter d’être assimilés à la junte. Ce ne serait bon ni pour elle ni pour nous. Néanmoins, dans la mesure où le nouveau gouvernement conservera cette position modérée, nous devons prêter attention à toute sollicitation d'aide qu'il nous adressera. » En avril 1976, les États-Unis fournissent 5 millions de dollars en aide militaire au régime de Videla. Le FMI accorde de son côté un crédit de 17 millions de dollars. Sous la conduite du ministre de l’Économie José Alfredo Martinez de Hoz, la Junte favorise des réformes d'inspirations néolibérale.  
Les militaires argentins répriment brutalement l'opposition de gauche, lors de la « guerre sale », qui n'a de guerre que le nom. Les guérillas (l'ERP et les Montoneros) étaient déjà démantelées en mars 1976, et les militaires s'attaquent aux opposants civils : politiques, syndicalistes, prêtres et nonnes — Alice Domon et Léonie Duquet, Gabriel Longueville, et d'autres —, Mères de la place de Mai ainsi que leurs familles, leurs enfants, leurs amis, leurs voisins, etc. Cette entreprise aujourd'hui qualifiée par la justice argentine de « génocide » (voir par exemple la condamnation, en 2008, du général Antonio Domingo Bussi), est justifiée par la junte au nom d'un anticommunisme virulent, lié à un national-catholicisme prétendant défendre la grandeur de la « civilisation catholique occidentale » contre les « rouges » et les « juifs »,,. Au moins 9 000 personnes sont victimes de disparitions forcées sous la dictature, cinq centres clandestins de détention et de torture créés, tandis qu'au moins 500 000 personnes sont contraintes à l'exil, clandestinement dans les premières années de la junte, qui refuse alors de délivrer des visas de sortie.
La junte militaire se débarrasse des « subversifs » au cours de vols de la mort : « On leur donnait plusieurs doses de sédatif qui les endormaient complètement. On les déshabillait une fois évanouis. Et quand le chef de bord donnait l'ordre, en fonction de la position de l'avion, au large de Punto Indio, on ouvrait la porte de la carlingue et on jetait les corps nus un par un. ». Au cœur de la période de dictature, et malgré des protestations venues de nombreuses personnalités dans le monde, c'est Jorge Videla qui remet la Coupe du monde de football 1978 au capitaine de l'équipe argentine, Daniel Passarella, « El Pistolero ». Cette Coupe du monde se déroule au moment même où tortures et assassinats s'enchaînet dans les sous-sols de l'ESMA (École supérieure de mécanique de la Marine), à proximité des stades de Buenos Aires, où se déroulent les matches dans la liesse populaire.

### La fin du régime
Affaiblie par sa défaite face au Royaume-Uni lors de la guerre des Malouines, la dictature militaire cède la place en 1983 à un gouvernement civil élu démocratiquement avec pour président le radical Raúl Alfonsín.

### Procès
Videla est jugé avec d'autres membres de la junte, ainsi que d'ex-guérilleros, lors du procès de la junte de 1985, et condamné à la perpétuité. Entre autres affaires, on le juge coupable d'homicides dans le massacre de Margarita Belén. Il est amnistié en 1989 par le président Carlos Menem, mais cette amnistie est annulée en 2007 par un tribunal, sentence confirmée en appel en juin 2009 (la Cour suprême a requis une peine de prison à perpétuité).
Videla est jugé dans quatre procès différents :
- celui de l'opération Condor (tribunal fédéral no 1) ;
- le procès TOF6 qui concerne le vol systématique des bébés des opposantes détenues puis disparues, bébés qui étaient remis à des familles de militaires et de policiers ;
- le procès Kamenetzky à Santiago del Estero ;
- le procès à Córdoba, où il est accusé avec le général Luciano Benjamín Menéndez, les « groupes de travail » du Destacamento de Inteligencia 141 et du Département d'Information (D2, police politique) de la police provinciale[10], de la torture et du meurtre de 32 prisonniers politiques à la prison de Córdoba et au centre clandestin de détention du Service de renseignement de la police[5].

Il bénéficie d'une assignation à résidence de 1998 à 2008, mais celle-ci est annulée par le juge fédéral Norberto Oyarbide, chargé de l'enquête sur l'opération Condor, qui le fait transférer à la prison de Campo de Mayo en octobre 2008,. Par ailleurs, à la suite de l'identification, par l'Équipe argentine d'anthropologie judiciaire (EAAF), de la dépouille de l'Argentin-Allemand Rolf Nasim Stawowiok, un jeune militant de 20 ans de la Jeunesse péroniste enlevé le 21 février 1978 puis enterré anonymement, un magistrat allemand de Nuremberg ouvre une enquête contre l'ex-dictateur.
Le 5 juillet 2012, il est condamné dans l'affaire du vol de bébés d'opposantes détenues à 50 ans de prison pour avoir mis en place un plan systématique.
Il meurt en prison le 17 mai 2013 à l'âge de 87 ans.